# 日本陸軍臨時軍用鉄道監部100号形蒸気機関車

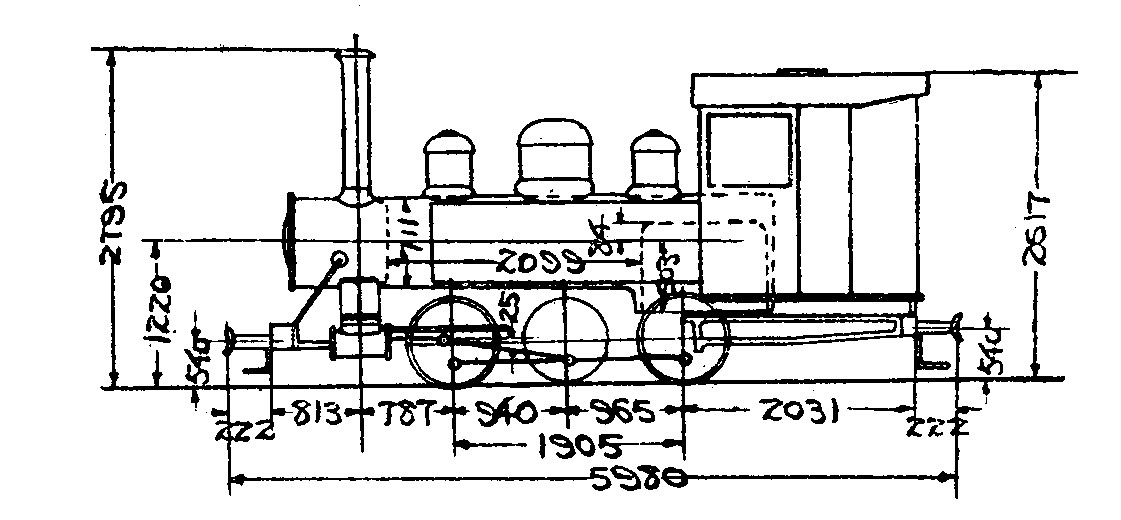
朝鮮総督府鉄道ナキサ形（21号）形式図。“小形”

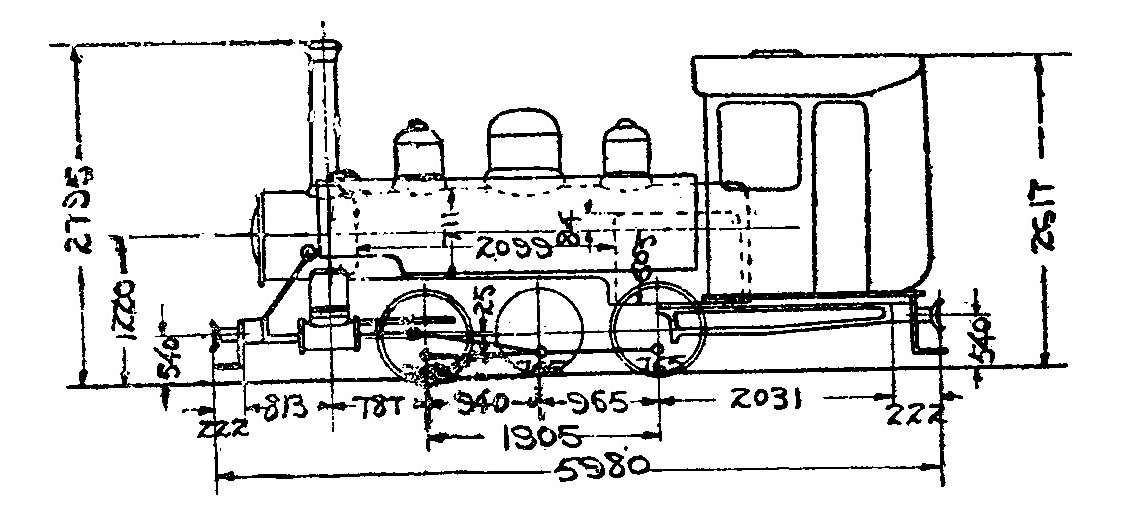
朝鮮総督府鉄道ナキサ形（23号）形式図。“大形”

100号形は、かつて日本陸軍が朝鮮や満洲の軍用鉄道で使用したタンク式蒸気機関車である。若干設計の異なるものを含めて82両が輸入され、満洲での使用後、一部が内地の軽便鉄道に導入された。
なお、この呼称は便宜的に付したもので、制式のものではない。

## 概要
アメリカのボールドウィン製の車軸配置0-6-0(C)形飽和式単式2気筒のタンク機関車で、軌間は762mm（2フィート6インチ）である。メーカーの規格では6-11-Dと称し、日本に初めて輸入されたボールドウィン製蒸気機関車である釧路鉄道の機関車（後の鉄道院7000形）と同じである。後期製造車（3次車）は、側水槽の容量を2.3m3に増大し、運転台背部に炭庫を設置する設計変更が行われ、“大形”と称された。従来のものはそれに対して、“小形”と称された。
京釜鉄道は、1901年（明治34年）に南北から建設が進められていたが、ロシアとの戦争が不可避の情勢となってきた1904年（明治37年）1月に、京釜鉄道の早期の全通を図ることとなり、未成区間（省峴 - 芺江間。70マイル、112.7km）を、軌間762mmの軽便鉄道で速成することとなった。その際に発注されたのが、本形式1次車30両（100 - 129）である。ところが、一時的に軽便鉄道規格を採用せず、最初から標準軌で建設しても、1904年度中には完成する見込みとなったことから、同年4月に標準軌で速成する方針に転換した。そのため、満洲での兵站輸送用に建設中の手押し式の軍用鉄道（安奉線。307km）を機関車動力とし、それに転用することとなった。まず、30両中25両が転属し、1 - 25（新旧番号の対照は不明）と改番された。残りの5両は、釜山近郊の軽便鉄道（馬山浦線）に振り向けるよう計画されたが、結局、同年12月に安奉線に転用されることとなり、3次車の続番の78 - 82と改番された。
しかし、安奉線では不足することから、52両（2・3次車）が増備された。こちらは、鉄道作業局が肩代わりして発注し、直接満洲に投入された。番号は、1次車と同形の2次車25両が26 - 50、若干設計を変更した3次車27両が51 - 77である。
製造の状況は、次のとおりである。
- 1次車（30両）
  - 1904年2月
    - 100 : 製造番号23728
    - 101 : 製造番号 23731
    - 102 - 105 : 製造番号 23746 - 23749

  - 1904年3月
    - 106 - 109 : 製造番号 23941 - 23944
    - 110, 111 : 製造番号 23963, 23964
    - 112, 113 : 製造番号 23974, 23975
    - 114 - 116 : 製造番号 23983, 23985
    - 117 : 製造番号 23995
    - 118 : 製造番号 24005
    - 119 : 製造番号 24018

  - 1904年4月
    - 120 : 製造番号 24025
    - 121 : 製造番号 24038
    - 122, 123 : 製造番号 24045, 24046
    - 124 - 126 : 製造番号 24053 - 24055
    - 127 - 129 : 製造番号 24062 - 24064
- 2次車（25両）
  - 1904年8月
    - 26, 27 : 製造番号 24578, 24579
    - 28 - 33 : 製造番号 24592 - 24597

  - 1904年9月
    - 34 - 38 : 製造番号 24609 - 24613
    - 39 - 43 : 製造番号 24624 - 24628

  - 1904年10月
    - 44 - 46 : 製造番号 24635 - 24637
    - 47 : 製造番号 24642
    - 48 - 50 : 製造番号 24653 - 24655
- 3次車（27両）
  - 1905年3月
    - 51 - 55 : 製造番号 25215 - 25219
    - 56, 57 : 製造番号 25229, 25230
    - 58 - 60 : 製造番号 25265 - 25267
    - 61, 62 : 製造番号 25277 - 25278
    - 63 - 65 : 製造番号 25285 - 25287
    - 66, 67 : 製造番号 25308, 25309
    - 68 - 71 : 製造番号 25322 - 25325
    - 72 - 77 : 製造番号 25336 - 25341

この時点までに、小形1両が水害で流失したため未成に終わり、本形式は小形54両、大形27両の計81両が在籍した。1906年（明治39年）9月、安奉線が臨時軍用鉄道監部から野戦鉄道提理部に移管され、さらに1907年（明治40年）4月1日には、南満洲鉄道に移管された。その後、小形12両、大形1両が廃車（『南満洲鉄道株式会社十年史』によれば、2両を工事用、12両分のボイラーを陸用機関用に転用したとされている）となり、1911年（明治44年）度の所属は、小形42両、大形26両の計68両であった。これらは、1911年11月、安奉線の改軌工事完成により、使用停止となった。

## 主要諸元
鉄道省ケ250形の諸元を示す。
- 全長：6,299mm
- 全高：2,794mm
- 最大幅：1,720mm
- 軌間：762mm
- 車軸配置：0-6-0(C)
- 動輪直径：762mm
- 弁装置：スチーブンソン式アメリカ形
- シリンダー（直径×行程）：229mm×356mm
- ボイラー圧力：11.2kg/cm2
- 火格子面積：0.51m2
- 全伝熱面積：16.1m2
- 機関車運転整備重量：12.0t
- 機関車動輪上重量（運転整備時）：12.0t
- 機関車動輪軸重（各軸均等）：4.00t
- 水タンク容量：1.14m3
- 燃料積載量：0.24t
- 機関車性能
  - シリンダ引張力：2,330kg
- ブレーキ方式：手ブレーキ

## 譲渡
安奉線の改軌工事完成とともに不要となった本形式は、満洲や朝鮮各地の鉄道に分散した。また、内地においても3社が本形式を導入している。引き続き外地で使用された機関車の詳細は、記録が少ないため不明な点が多く残っている。

### 満洲

#### 南満洲鉄道大連築港工事用軌道
この鉄道へは、1908年度に小形2両が転属しているが、その後の消息は定かでない。

#### 溪堿鉄路
満洲にあったこの鉄道へは、1913年の開業用に大形8両が導入されている。同社では1 - 8と称した。さらに1929年度に後期製造の小形1両(21)が増備されているが、これの前歴は定かでない。一説には、大連築港工事用軌道から来たものと推定されている。

#### 本溪湖煤鉄有限公司廟兒溝専用鉄道
安奉線から分岐するこの鉄道へは、1914年の開業用として、大形2両が導入され、1, 2と称した。

#### 南満洲鉄道撫順炭礦採砂運搬軌道
撫順炭礦で採掘法として灑砂充填法を採用するため、川砂を採取地から炭鉱へ運搬するために敷設された軌道で、少なくとも大形2両が1, 2として使用されていた。

#### 南満鉱業専用鉄道
この専用鉄道で使用されている大形1両の写真が残っており、朝鮮または満洲で使用されていたものの後身であると推定されている。同形車の有無や1939年（1940年?）の廃止後の消息は不明である。

### 朝鮮

#### 朝鮮瓦斯電気株式会社軌道
もとは、釜山軌道が1909年11月に開業した軌間610mmの軌道であったが、1910年に韓国瓦斯電気（朝鮮瓦斯電気）に譲渡されたものである。軌間762mmへの改軌は1912年7月で、その際に導入されたのが、本形式の「大形」であった。両数は不明であるが、1 - 2両と推定されている。この軌道は、1915年に電気軌道（廃線時には釜山市電）に変更されたが、機関車の去就は定かでない。ただし、1914年6月に竣工した朝鮮起業株式会社の専用鉄道が、朝鮮瓦斯電気に運行委託されたことから、ここで使用された3両のうちに、本形式が含まれていた可能性がある。

#### 全北軽便鉄道
朝鮮の全北軽便鉄道へは、1915年1月15日の開業に際し、大形・小形各2両が本線列車牽引用として導入された。当線は、1927年10月1日に国有化され、朝鮮総督府鉄道慶全北部線となり、ナキサ形21 - 24と改称された（全北軽便鉄道時代の番号は不明）。これらのうち、21, 22は小形、22, 23が大形である。1929年9月に標準軌(1,435mm)への改築が完了したため、22 - 24の3両は、1930年度に廃車となっている。

#### 价川軽便鉄道
朝鮮の价川軽便鉄道へは、1915年6月に、前身である三井鉱山専用鉄道の開業に際して小形6両が導入された。その後、1927年に价川軽便鉄道と改称している。当線は、1932年11月1日に朝鮮総督府鉄道に借上げられ、1933年9月1日に正式に買収となった。これにより、所属する機関車はナキサ形33 - 38（後にナキサ8 - 13）と改称された。標準軌への改築は、同年10月15日に一部の区間（泉洞 - 价川間）について行われたが、残余の区間（新安州 - 价川間）は762mm軌間のまま残された。10, 12, 13の3両は朝鮮総督府鉄道時代に廃車となり、8, 9, 11の3両が大韓民国鉄道庁に引き継がれているが、その後の消息は不明である。また、金日成主席ゆかりの車両を保存・展示している朝鮮民主主義人民共和国鉄道省革命事績館別館（平壌市）に、本形式1両が「軽便蒸気機関車1号」の名称で木造客車とともに展示されている。

#### 朝鮮軽便鉄道慶東線
朝鮮軽便鉄道慶東線へは、大形7両が譲渡された。同線は、1928年7月1日に国有化され、朝鮮総督府鉄道東海中部線となり、ナキサ形24 - 31（後にナキサ1 - 7）と改称された。標準軌への改築については、1938年7月1日に完成しているが、慶州 - 永川間は、762mm軌間のまま残された。そのため、2 - 7については、大韓民国鉄道庁に引き継がれているが、その後の消息は不明である。
余剰となった1両は、1927年頃、図們鉄道に譲渡され、同社の32となった。この機関車は、1933年に廃車となっている。それ以外のうち4両については、1926年に朝鮮水電専用鉄道に譲渡されたと推定されている。

#### 帝国炭業長豊炭礦専用鉄道
1919年に手押し軌道として開業した帝国炭業長豊炭礦専用鉄道を、1922年に朝鮮森林鉄道が買収し、改築したものであるが、帝国炭業時代に動力の蒸気化を企図し、本形式2両（大形・小形各1両）が導入された。その後、1923年に6社が合同して朝鮮鉄道が設立されると、その咸南線となっている。

### 内地
満洲で不要となった本形式のうちの一部は、内地の軽便鉄道へ譲渡された。これらは小形ばかり11両であったが、後にそのすべてが国有化され、鉄道省籍となった。その状況は、次のとおりである。
- 1, 13, 15, 17, 39, 2（6両） → 岩手軽便鉄道 1 - 6 → ケ231形（ケ231 - ケ236）
- 10, 32, 48（3両） → 愛媛鉄道 1 - 3 → ケ250形（ケ250 - ケ252）
- 49, 80（2両） → 宮崎県営鉄道 1, 2 → ケ290形（ケ290, ケ291）

#### 岩手軽便鉄道
岩手軽便鉄道でも、1913年8月に開業用として6両を導入し、1 - 6として使用を開始している。岩手軽便鉄道では、あまり改造を加えず、原形を保ったまま使用された。なお、2 - 5については、ボイラーに取り付けられた銘板に記された製造番号が、24635, 23964, 24053, 24595であったことが判明しているが、足回りとボイラーの振り替えが頻繁に行われており、旧番号の追跡は困難となっている。
1936年8月1日付けで岩手軽便鉄道は国有化され、鉄道省の釜石線となった。それにともない、ケ231形（ケ231 - ケ236）と改称されたが、これも既存形式に編入とはなっていない。
釜石線の改軌工事は1950年10月9日に完成し、それにともない本形式も用途廃止となった。廃車は、ケ234が1948年9月、ケ231が1949年9月、ケ232, ケ233が1950年7月、ケ235, ケ236が1950年12月であった。

#### 愛媛鉄道
愛媛鉄道が、1918年（大正7年）の開業用に用意したものである。3両が導入され、1 - 3と称した。これらの導入に当たって、愛媛鉄道が南満洲鉄道と直接取引した形跡はなく、ブローカーの手を通じて供給されたものとみられる。
その後、愛媛鉄道は1933年（昭和8年）10月1日付けで国有化され、ケ250形（ケ250 - ケ252）となった。本形式は、愛媛線の改軌工事の終了した1935年（昭和10年）9月に使用停止となり、翌1936年（昭和11年）に廃車された。処分は全車解体であった。

#### 宮崎県営鉄道
1913年（大正2年）、宮崎県営鉄道飫肥線の開業に際して、2両を譲り受けたものである。同鉄道では、1, 2（書類上はヲ壱, ヲ弐）と称した。これらは、1929年（昭和4年）のガソリン動車導入まで、フル回転で使用された。
宮崎県営鉄道飫肥線は、1935年10月1日付けで国有化され、鉄道省の油津線となった。それにともない、ケ290形（ケ290, ケ291）と改称されているが、愛媛鉄道のケ250形とまったく出自の同じ車両であり、徒に形式を増やす結果となっている。
ケ290形は、油津線の改軌工事の終了した1937年（昭和12年）12月23日に、石炭増産の要求のあった松浦線（上佐世保支区）に転出し、1943年（昭和18年）7月の改軌工事終了まで使用された。その後、同年9月に廃車となった。